# Коровитчино

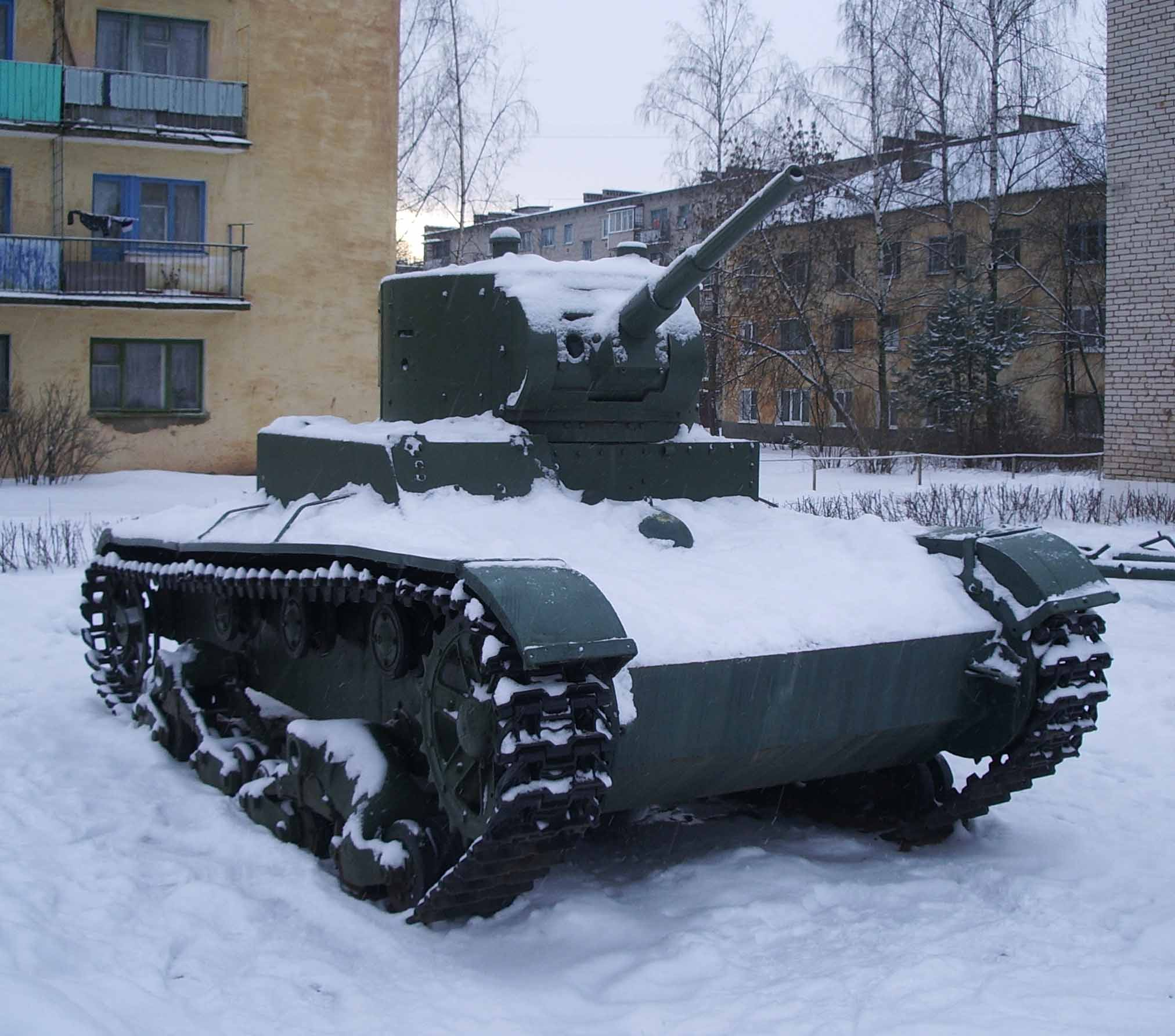
Коровитчинский танк, стоящий теперь рядом с Музеем северо-западного фронта в Старой Руссе

Коровитчино — деревня в Старорусском муниципальном районе Новгородской области, входит в Залучское сельское поселение.
Деревня расположена на правом берегу реки Ловать, в 31 км от Старой Руссы. В районе деревне есть автомобильный мост через Ловать. За мостом, расположена деревня Кобылкино.

## Население
| 2010 |
| ---- |
| 126  |

## История
Известно с XII века, как Коровье село, входившее в волость Юрьева монастыря. В конце XV века Коровье село было самым крупным в этой волости — в нём было 25 дворов. В 1908 году в Коровитчино было 107 дворов, 101 дом и 620 жителей.
В Новгородской губернии деревня относилась к Черенчицкой волости Старорусского уезда.
В 1968 году в Коровитчино из деревни Дубки была перенесена центральная усадьба совхоза (до 1960 года колхоз «Красное Новоселье»).
До весны 2010 года Коровитчино было административным центром ныне упразднённого Коровитчинского сельского поселения.

## Достопримечательности
Главной достопримечательностью Коровитчино, выделявшей её из прочих окружных деревень, являлся стоявший в ней советский лёгкий танк Т-26 выпуска 1932 года. В 1981 году он был найден в реке Ловать недалеко от самой деревни. В 2004 году танк был перевезён на постоянную экспозицию в Старую Руссу, на площадку Музея Северо-Западного фронта.
В братской могиле на сельском кладбище захоронены и перезахоронены останки около 4 тысяч воинов Великой Отечественной войны, в частности участников Демянской наступательной операции (январь — май 1942 г.).

## Социально-значимые объекты
В 1973 году построена школа, в 1975 году — медпункт, в 1976 году — клуб, а в 1980 году — детский сад.

## Люди, связанные с селом
- В селе похоронена Ковшова, Наталья Венедиктовна (26 ноября 1920 — 14 августа 1942) — Герой Советского Союза.
- В селе похоронена Поливанова, Мария Семёновна (24 октября 1922 — 14 августа 1942) — Герой Советского Союза.